# Mindfunk
Mindfunk est un groupe de rock américain. Ils signent avec le label Sony/Epic et publient leur premier album homonyme en 1991. Le guitariste Jason Everman, connu comme bassiste et guitariste au sein de Nirvana et Soundgarden, se joint à eux avant de quitter le groupe en septembre 1994 pour rejoindre les forces armées américaines. Louis Svitek jouera plus tard avec Ministry.

## Biographie
Formé en 1989 sous le nom de MindFuck et poussé par Jon Zazula, un producteur désireux de profiter de la mode de la fusion après le succès connu par Red Hot Chili Peppers, Fishbone ou Faith No More, le groupe réunissant le chanteur Patrick Dubar, le guitariste Jason Coppola, les musiciens démissionnaires de M.O.D. Louis Svitek et John Monte ainsi que le batteur de Celtic Frost Reed St. Mark signe en 1990 un contrat avec Epic Records, qui leur impose de changer leur nom en Mind Funk. En 1991, le groupe publie deux singles et un EP quatre titres intitulé Touch. Bien que bénéficiant d'une bonne promotion et de bonnes critiques, leur premier album ne connait qu'un succès commercial mitigé, ce qui leur vaudra une rupture de contrat avec leur maison de disques.
En 1992, Coppola et St. Mark quittent le groupe et sont remplacés par Shawn Johnson et le guitariste éphémère de Nirvana et Soundgarden Jason Everman. L'année suivante sort Dropped, un deuxième album considéré[Par qui ?] comme plus cohérent et où les influences grunge sont plus présentes. Le groupe utilise modifie à cette occasion son nom en Mindfunk. Le troisième album, People Who Fell from the Sky, sort en 1995. Le virage plus heavy metal que prend le groupe ne convainc pas, et Mindfunk se sépare peu après. Louis Svitek et John Monte joueront plus tard dans Ministry. Shawn Johnson fondera lui Mos Generator en 2000.

## Membres

### Derniers membres
- Patrick Dubar (Uniform Choice) - chant (1989-1995)
- Louis Svitek (M.O.D., Ministry, Pigface) - guitare (1989-1995)
- Shawn Johnson (Mos Generator) - batterie (1992-1995)
- Frank Ciampi - basse

### Anciens membres
- John Monte - basse (M.O.D., Ministry) (1989-1994)
- Jason Everman (Nirvana, Soundgarden) - guitare (1992-1994)
- Jason Coppola - guitare (1989-1992)
- Reed St. Mark (Celtic Frost) - batterie (1989-1992)
- Spike Xavier - basse[5]

## Discographie
- 1991 : Mind Funk
- 1993 : Dropped
- 1995 : People Who Fell from the Sky